# لشکر ۴ تفنگداران دریایی
لشکر ۴ تفنگداران دریایی (انگلیسی: 4th Marine Division) لشکر تکاوری سپاه تفنگداران دریایی ایالات متحده آمریکا است، که در سال ۱۹۴۳ تأسیس شد.
لشکر ۴ تفنگداران دریایی یک لشکر ذخیره است. این لشکر در سال ۱۹۴۳ برای خدمت در طول جنگ جهانی دوم تشکیل شد و متعاقباً در منطقه اقیانوس آرام علیه ژاپنی‌ها جنگید. این لشکر که پس از جنگ غیرفعال شد، در سال ۱۹۶۶ دوباره تشکیل گردید و عناصری از این لشکر در طول جنگ خلیج فارس در فاصله سال‌های ۱۹۹۰ تا ۱۹۹۱، همچنین در طول جنگ عراق مستقر شدند. در حال حاضر این لشکر عنصر رزمی زمینی نیروهای ذخیره تفنگداران دریایی است و ستاد مرکزی آن در نیواورلئان، لوئیزیانا مستقر است و واحدهایی در سراسر ایالات متحده دارد.